# SN 2007tc
SN 2007tc – supernowa typu Ia odkryta 4 października 2007 roku w galaktyce A011446+0017. Jej jasność pozostaje nieznana.